# Feliniopsis margarita
Feliniopsis margarita är en fjärilsart som beskrevs av Anthony C. Galsworthy 1997. Feliniopsis margarita ingår i släktet Feliniopsis och familjen nattflyn. Inga underarter finns listade i Catalogue of Life.